# Ken Russell (Footballspieler)
Kenneth E. Russell (* 2. November 1935 in Fostoria, Ohio, USA; † 11. März 2014 in Walbridge, Ohio, USA) war ein US-amerikanischer American-Football-Spieler. Er spielte als Offensive Tackle in der National Football League (NFL) bei den Detroit Lions.

## Spielerlaufbahn
Ken Russell besuchte in seiner Geburtsstadt die Highschool und wechselte im Jahr 1953 an die Bowling Green State University. Dort spielte er für die Bowling Green Falcons College Football auf der Position eines Defensive Tackle. 1956 gewann er mit den Falcons die Meisterschaft in der Mid-American Conference (MAC), sowohl 1955, als auch 1957 wurde er aufgrund seiner sportlichen Leistungen in die Ligaauswahl gewählt. Russell war am College auch als Ringer tätig und gewann im Jahr 1957 die Schwergewichtsmeisterschaft der MAC. Im selben Jahr wurde er von den Detroit Lions in der sechsten Runde an 71. Stelle gedraftet. Die Lions setzten Russell neben Lou Creekmur und Frank Gatski in der Offensive Line ein. Als Offensive Tackle hatte er die Aufgabe, die beiden Quarterbacks der Mannschaft – Bobby Layne und Tobin Rote – zu schützen, ferner sollte er den eigenen Runningbacks den Weg in die gegnerische Endzone frei blocken. Unter Head Coach George Wilson gelang es den Lions im Rookiespieljahr von Russell acht von 12 Spielen zu gewinnen. Damit gelang der Mannschaft aus Detroit der Einzug in die Play-offs, wo das Team auf die San Francisco 49ers traf und diese mit 31:27 schlagen konnte. Mit diesem Sieg zogen Russell und sein Team in das NFL Championship Game ein. Beim 59:14-Sieg der Lions blieben die Cleveland Browns chancenlos. Kenneth Russell musste im Jahr 1959 seine sportliche Laufbahn aufgrund einer Beinverletzung vorzeitig beenden.

## Nach der Laufbahn
Nach seiner Spielerkarriere arbeitete Ken Russell im Transportgewerbe. Russell war verheiratet und hatte drei Kinder. Im Jahr 1967 wurde er von seinem College in die Bowling Green Athletics Hall of Fame aufgenommen.